# 福泽路站
福泽路站是郑州地铁8号线的地铁车站，位于中华人民共和国河南省郑州市中牟县郑汴物流通道（绿博大道）与杨桥路交叉口东北角，2024年12月29日投入运营。

## 车站结构
福泽路站车站主体为地下二层车站，位于郑汴物流通道绿化带地下，地下二层设有一座岛式月台。

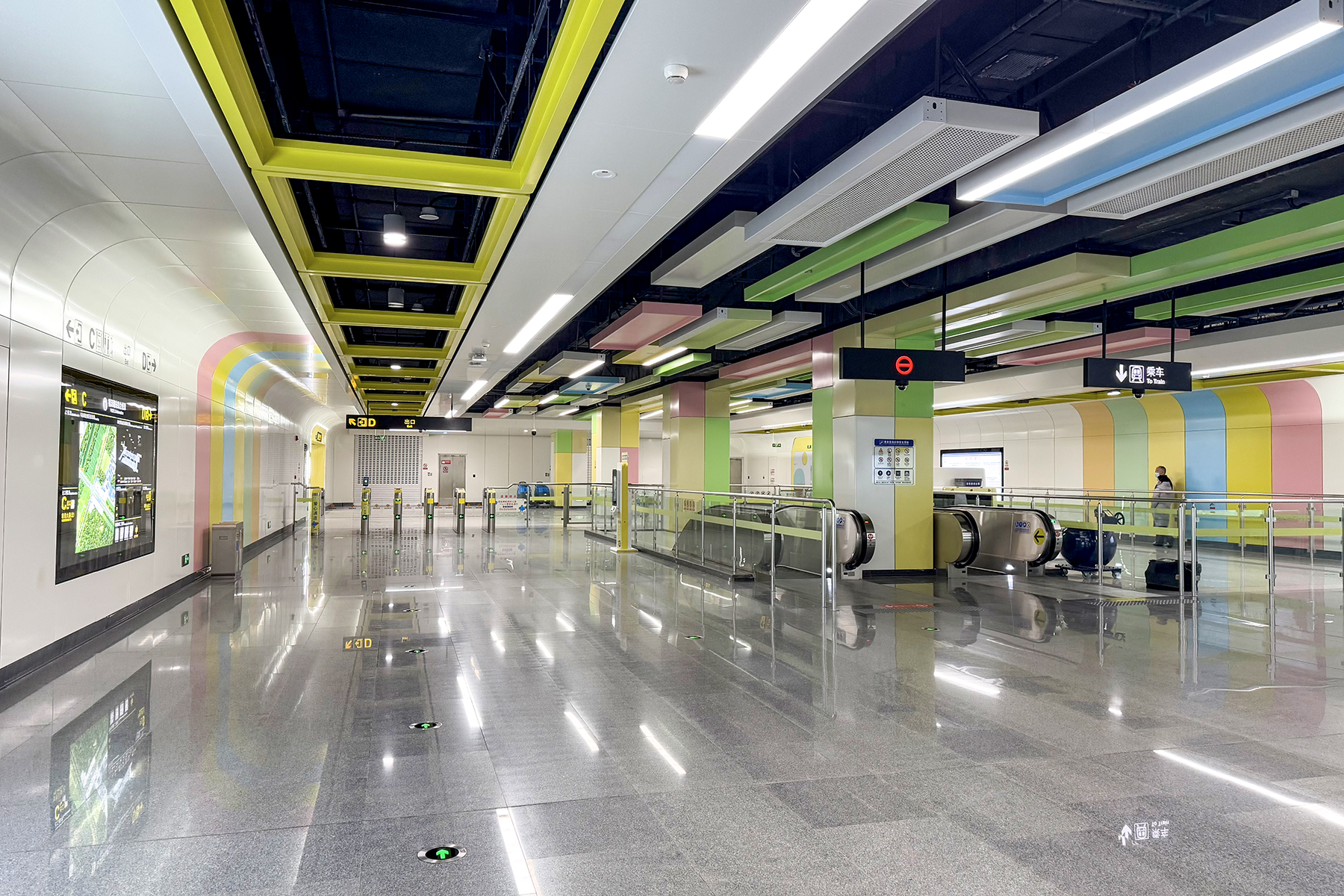
站厅
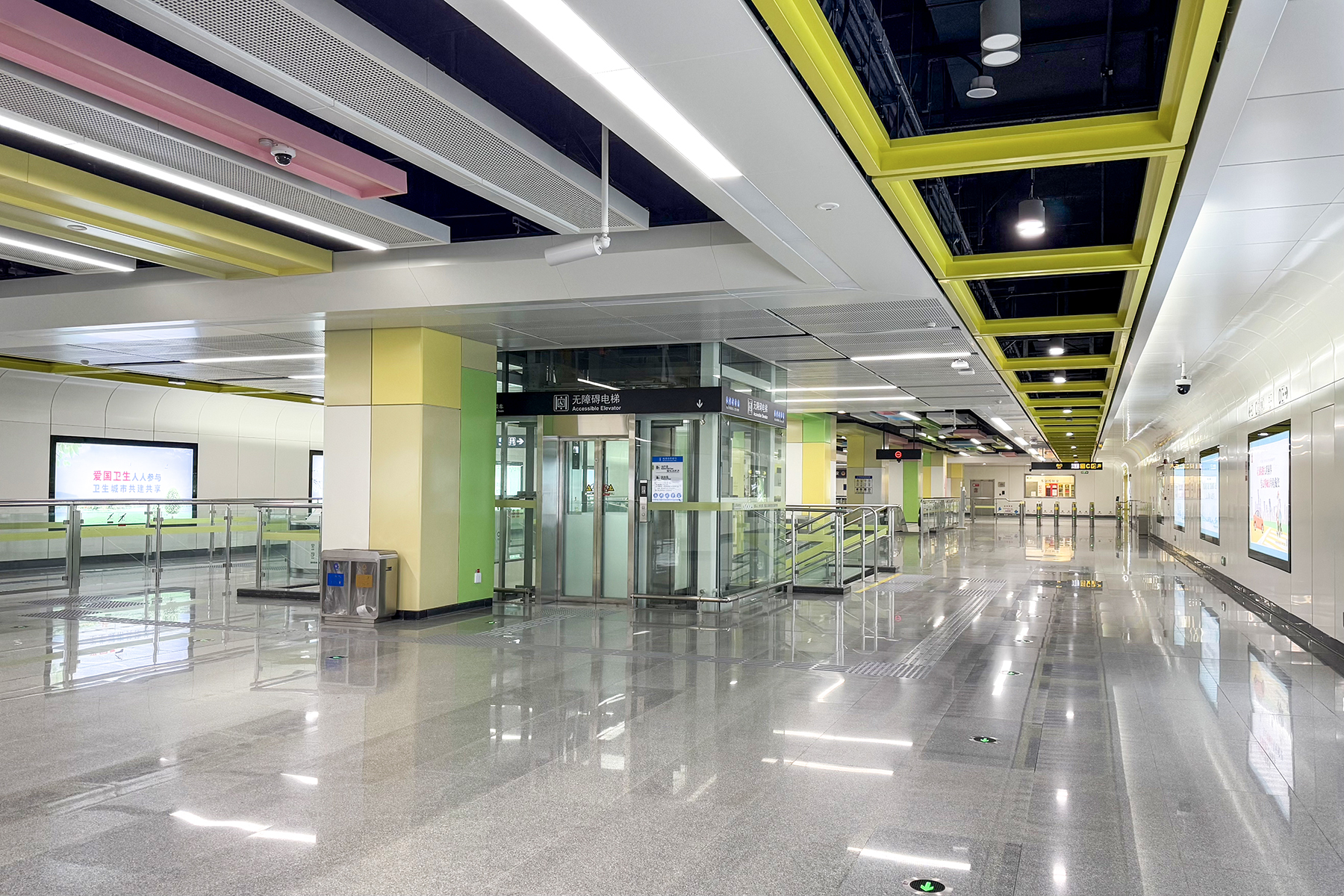
站厅
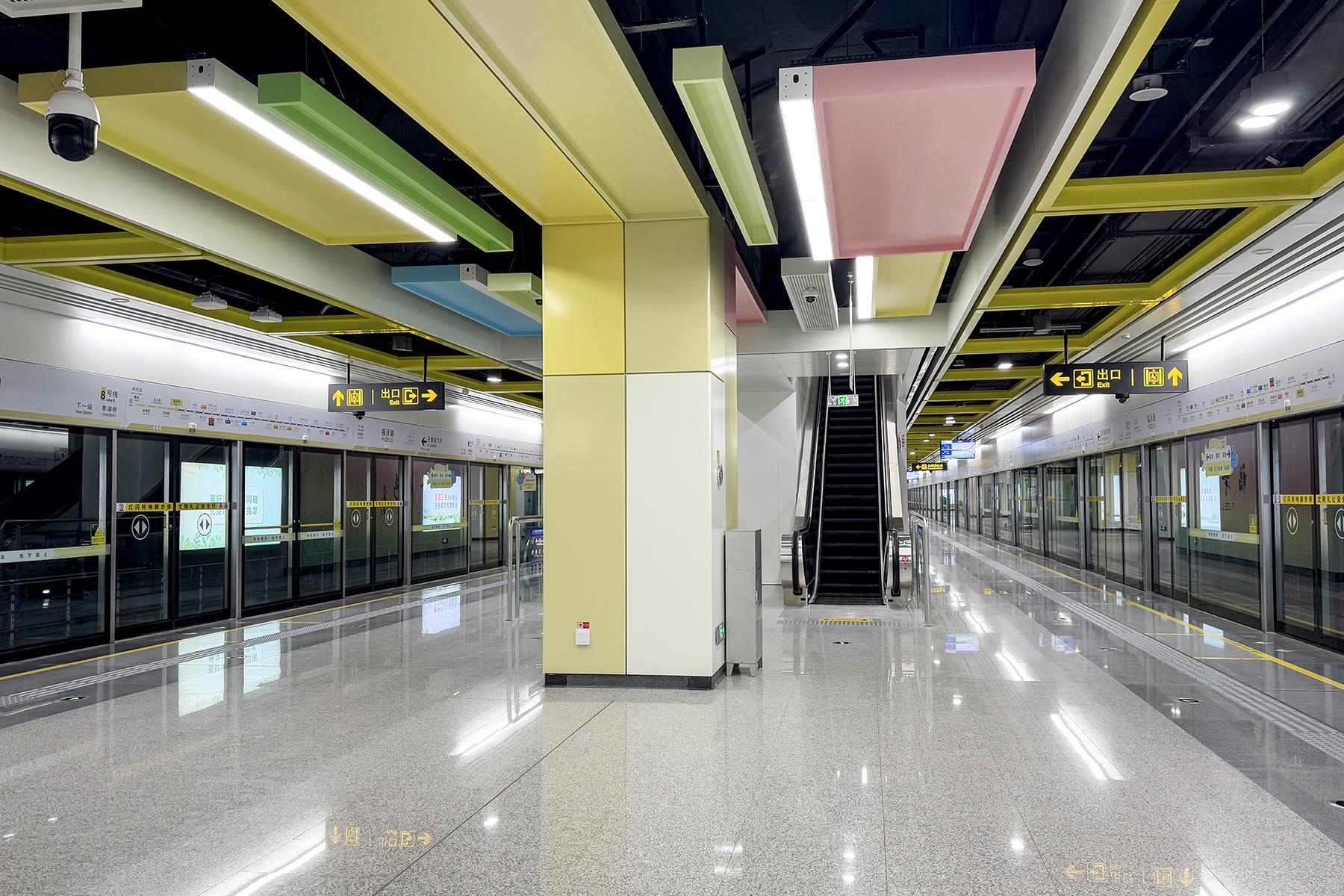
站台
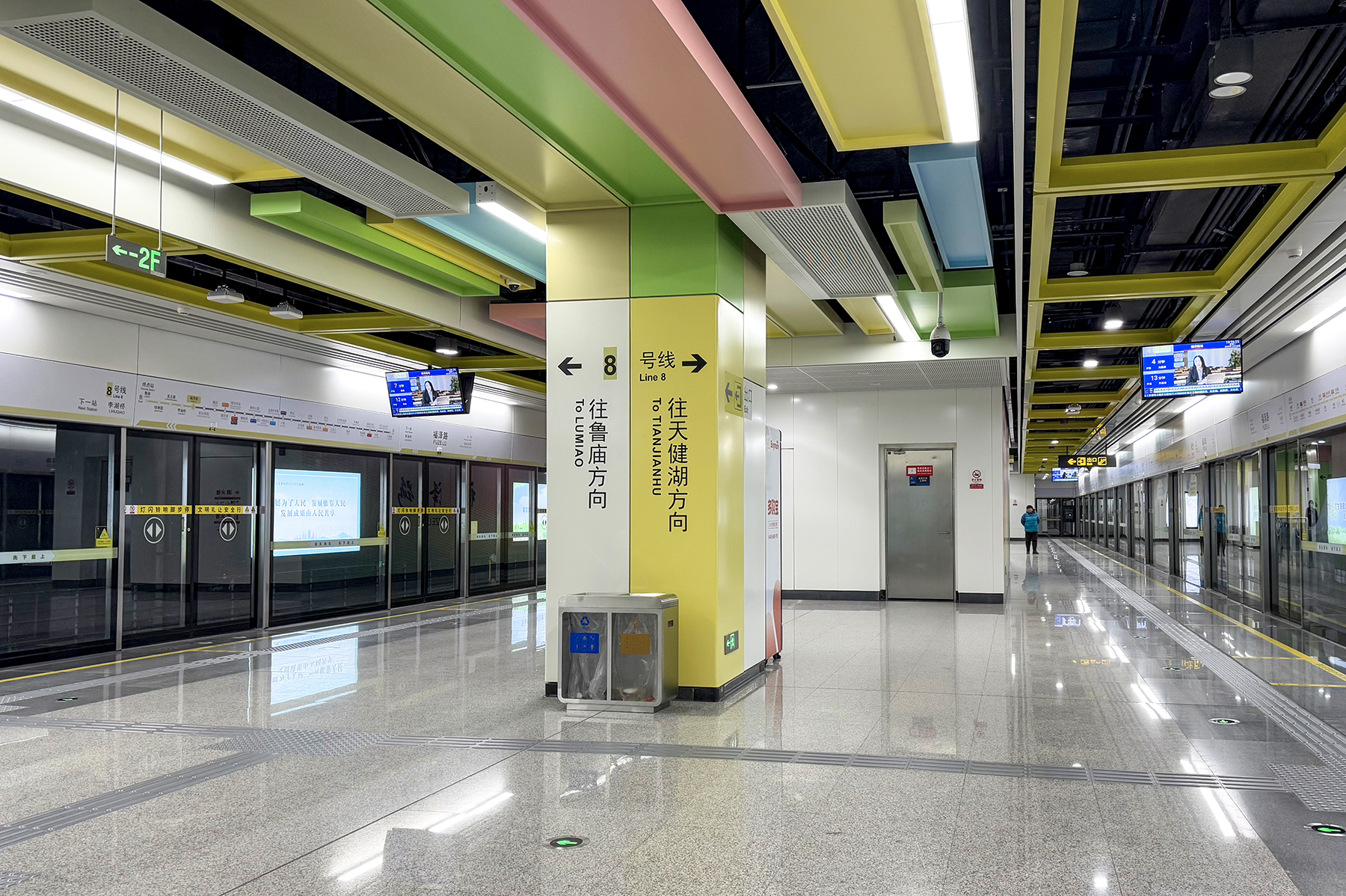
站台
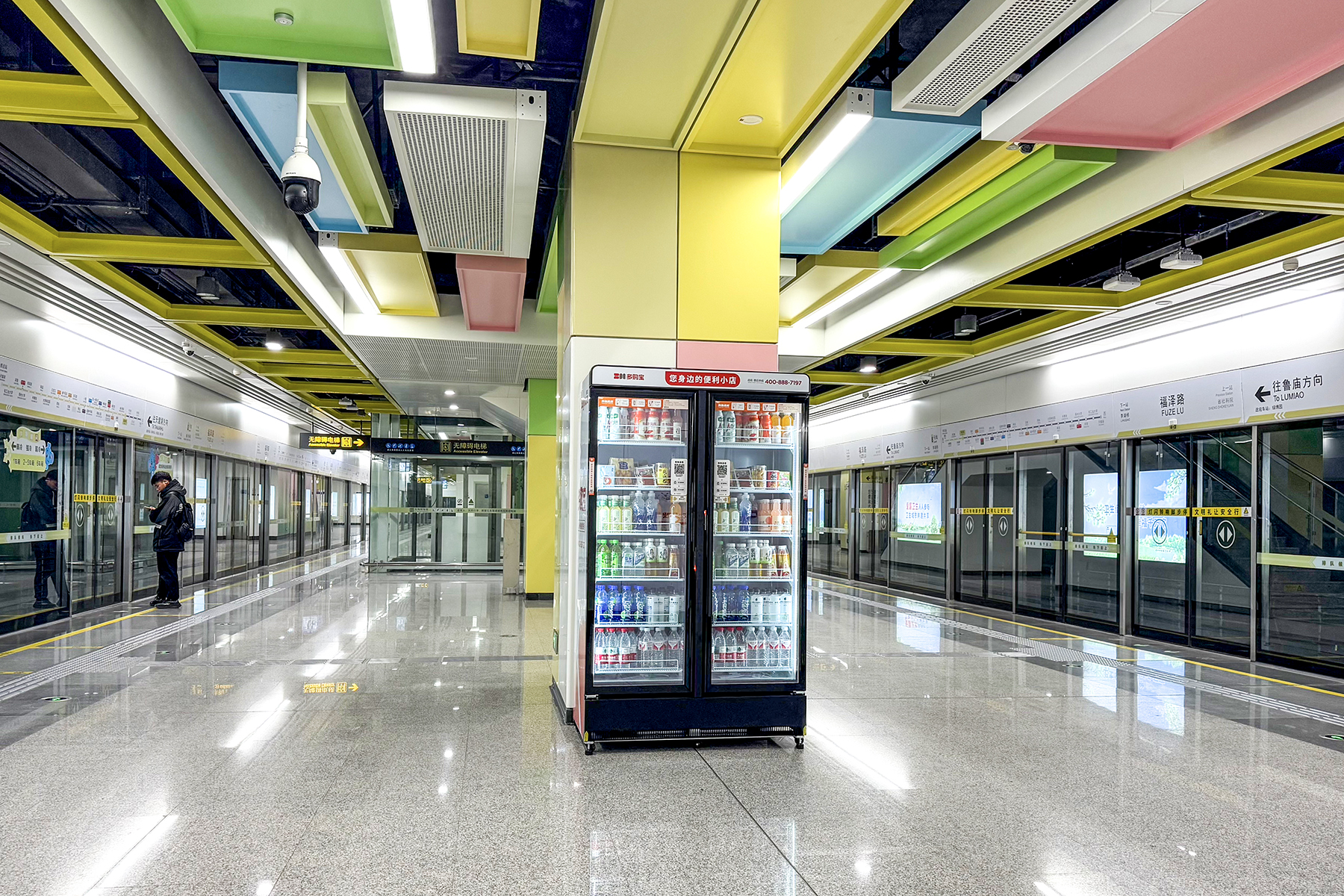
站台

### 楼层分布
| 地面层                     | 出入口 | A-D出入口 |
| 地下一层                   | 站厅   | 客服中心、自动售票机                                                                                               |
| 地下二层                   | 站台   | \| \| \| █ 8号线往天健湖（省社科院） \| \| 島式 · 開左邊车门 · 卫生间 \| \| \| \| \| \| █ 8号线往鲁庙（李湖桥） \| |
|                            |        | █ 8号线往天健湖（省社科院）                                                                                        |
| 島式 · 開左邊车门 · 卫生间 |        | |
|                            |        | █ 8号线往鲁庙（李湖桥）                                                                                            |

### 出入口
福泽路站共设有4个出入口，C出入口通道内设有母婴室，A、B两个位于郑汴物流通道南侧的出入口暂未开通，各出入口信息如下：
| 编号          | 指示           | 接驳公交线路 | 图片 |
| ------------- | -------------- | ------------ | ---- |
| （暂未启用）  | 绿博大道（南） |              |      |
| （暂未启用）  | 绿博大道（南） |              |      |
|               | 绿博大道（北） |              |      |
|               | 绿博大道（北） |              |      |
| 注： 设有直梯 |                |              |      |